# Cayaponia cordifolia
Cayaponia cordifolia är en gurkväxtart som beskrevs av Célestin Alfred Cogniaux. Cayaponia cordifolia ingår i släktet Cayaponia och familjen gurkväxter. Inga underarter finns listade i Catalogue of Life.